# Metamya picta
Metamya picta là một loài bướm đêm thuộc phân họ Arctiinae, họ Erebidae.